# Lijst van vlaggen van Vanuatuaanse deelgebieden
Dit artikel bevat een lijst van vlaggen van Vanuatuaanse deelgebieden. Sinds 1994 is Vanuatu onderverdeeld in zes provincies. De naam van elke provincie is afgeleid van de eilanden die ertoe behoren. De provincies zijn verder onderverdeeld in gemeenten.

## Vlaggen van provincies

Vlag van Malampa
Vlag van Penama
Vlag van Sanma
Vlag van Shefa
Vlag van Tafea
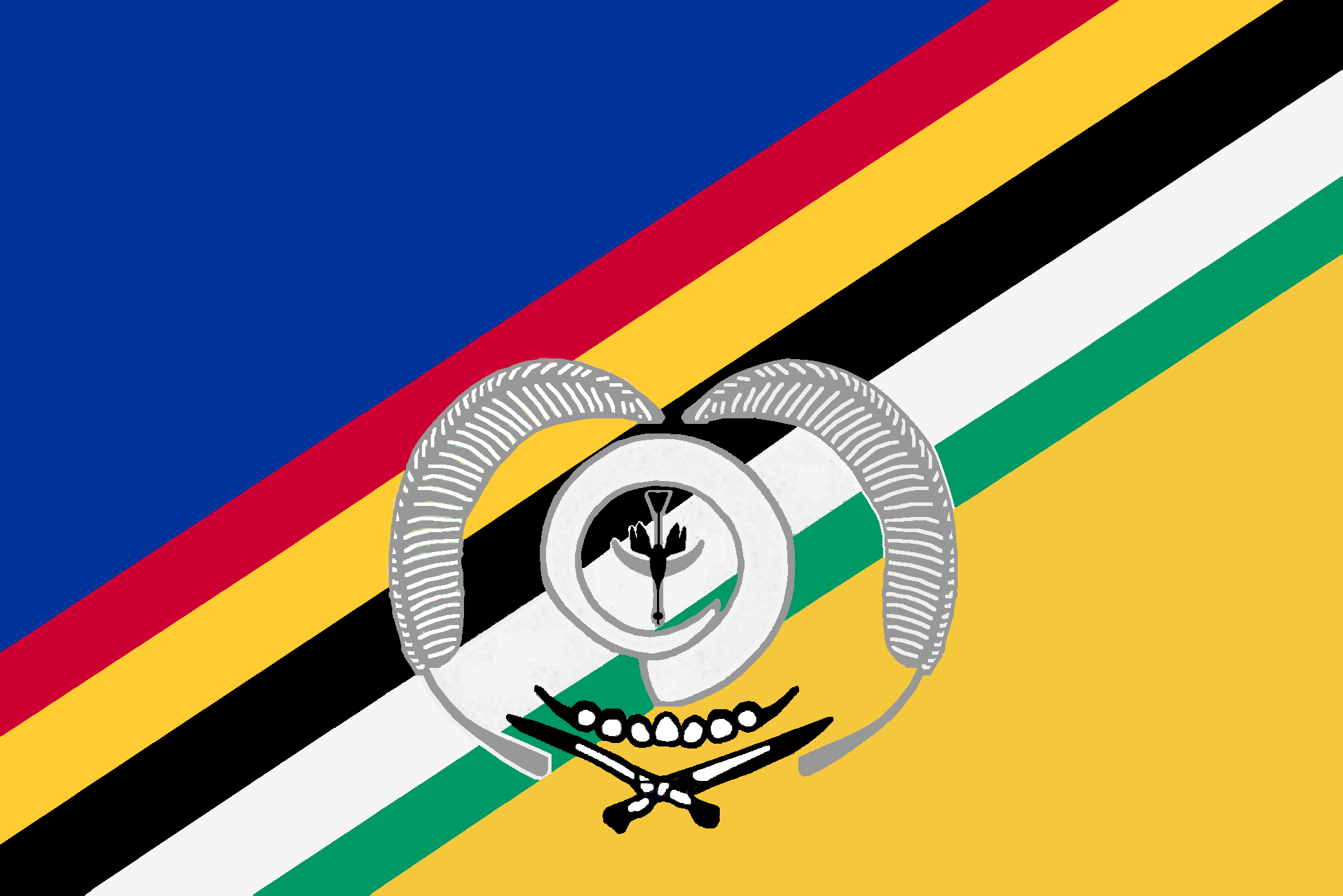
Vlag van Torba

## Vlaggen van gemeenten

Vlag van Port Vila